# Kawasaki Ki-61
Chiếc Kawasaki Ki-61 Hien (飛燕 | Phi yến - én bay) là một kiểu máy bay tiêm kích được Không lực Lục quân Đế quốc Nhật Bản sử dụng trong Chiến tranh thế giới thứ hai. Tên mã của phe Đồng Minh cho chiếc máy bay này là "Tony"; trong khi tên gọi chính thức của Lục quân Nhật Bản là "Máy bay Tiêm kích Loại 3" (三式戦闘機). Nó là kiểu máy bay tiêm kích Nhật Bản sản xuất hàng loạt duy nhất được trang bị kiểu động cơ thẳng hàng bố trí hình chữ V làm mát bằng chất lỏng.

## Thiết kế và phát triển

Được trang bị kiểu động cơ Daimler-Benz DB 601 chế tạo theo giấy phép nhượng quyền, chiếc Ki-61 mang dáng dấp tương tự như chiếc Messerschmitt Bf 109 khiến phía Đồng Minh tin rằng nó là một chiếc máy bay Bf 109 được chế tạo theo giấy phép nhượng quyền tại Nhật Bản.

Trong tất cả các phiên bản, chiếc Ki-61 Hien là một máy bay tiêm kích một động cơ một chỗ ngồi cấu tạo hầu như toàn bằng kim loại; chỉ có các bề mặt kiểm soát bay được phủ vải. Nó được cấu tạo chắc chắn và khá nặng đối với một kiểu máy bay Nhật Bản. Phần sau thân có mặt cắt hình tam giác và tương đối dài đối với một chiếc tiêm kích trang bị kiểu động cơ DB-601, và có dạng "lưng dao cạo" phía sau buồng lái. Động cơ gắn phía trước mũi cùng một cặp súng máy Ho-103 12,7 mm. Kiểu súng máy Ho-103 là một vũ khí nhẹ (khoảng 23 kg) so với cỡ nòng của nó, và bắn ra đầu đạn nhẹ nhưng được bù lại bằng tốc độ bắn nhanh. Trữ lượng đạn bị giới hạn chỉ có 250 viên đạn cho mỗi khẩu. Kính chắn gió chống đạn cùng với tấm giáp thép bảo vệ phi công dày 13 mm. Trữ lượng nhiên liệu là vào khoảng 550 L (145 gal) cho phép có tầm bay xa đến trên 1.000 km (540 hải lý) mà không cần thùng nhiên liệu phụ. Cánh có diện tích khá lớn, nên có áp lực cánh thấp. Cánh cũng mang một cặp súng máy hay pháo và bộ càng đáp gấp lên. Nhìn chung, tính năng bay của chiếc Ki-61 là tốt nhất trong số các kiểu máy bay tiêm kích trang bị kiểu động cơ DB-601, bao gồm chiếc Bf 109 phiên bản E và F, chiếc Macchi C.202 và chiếc Reggiane Re.2001.
Các nhà thiết kế Takeo Doi và Shin Owada đã thiết kế chiếc Ki-61 Hien song song với kiểu máy bay tiêm kích đánh chặn Kawasaki Ki-60. Được xây dựng chung quanh kiểu động cơ Ha-40 (một bước phát triển của kiểu động cơ Kawasaki V12, vốn là một phiên bản chế tạo theo giấy phép nhượng quyền của loại động cơ Đức Daimler-Benz DB 601A), chiếc Ki-61 đã cải tiến trên thiết kế của chiếc Ki-60 với thay đổi thiết kế cánh và nhiều biện pháp làm suôn thẳng và giảm trọng lượng. Nó bay chuyến bay đầu tiên vào tháng 12 năm 1941. Cho dù các phi công thử nghiệm rất phấn khích về các thùng nhiên liệu tự hàn kín, vũ khí được nâng cấp và khả năng bổ nhào tốt, áp lực cánh lên đến 146,3 kg/m² (30 lb/ft²) được xem là vượt quá tiêu chuẩn của Nhật Bản. Chiếc Ki-43-Ia có áp lực cánh 92,6 kg/m² (19 lb/ft²) được xem là tới hạn.
Để giải quyết mối quan tâm này, Kawasaki đã đề nghị một cuộc bay loại giữa hai chiếc nguyên mẫu Ki-61 cùng với chiếc Ki-43-II, chiếc Ki-44-I phiên bản tiền sản xuất, chiếc LaGG-3 (do một kẻ đào ngũ bay sang Mãn Châu), chiếc Bf 109E-3 và một chiếc P-40E Warhawk chiếm được. Kiểu Ki-61 đã chứng minh được là chiếc nhanh nhất trong tất cả những máy bay đó và chỉ kém chiếc Ki-43 về độ cơ động.
Chiếc Ki-61 là kiểu máy bay tiêm kích cuối cùng trang bị dòng động cơ DB-601, và nó nhanh chóng bị vượt qua bởi những chiếc máy bay tiêm kích trang bị động cơ mạnh hơn. Vào lúc nó bay chuyến bay đầu tiên vào tháng 12 năm 1941, chỉ một năm sau chuyến bay đầu tiên của chiếc Macchi và ba năm sau chiếc Bf 109E, dòng động cơ DB-601 đã tỏ ra yếu kém so với những kiểu động cơ thẳng hàng 1.500 mã lực hay động cơ bố trí hình tròn 2.000 mã lực mới đang được phát triển (và gần được đưa vào sản xuất hàng loạt) nhằm cung cấp động lực cho thế hệ máy bay tiêm kích tiếp nối: những chiếc P-47, Fw 190 và Bf 109 G. Hơn nữa, kiểu động cơ thẳng hàng Ha-40 lại cho thấy là một động cơ kém tin cậy.
Động cơ DB-601 mà chiếc Hien trang bị vốn được thiết kế với những giới hạn về dung sai khá nghiêm ngặt, và trên kiểu Ha-40 các kỹ thuật viên Nhật đã phát triển một phiên bản nhẹ hơn (khoảng 30 kg) đòi hỏi một dung sai ngặt nghèo hơn nữa. Đạt đến mức như vậy đã làm "kéo căng" khả năng của nền công nghiệp hàng không Nhật Bản, vốn còn làm phức tạp hơn bởi những biến động trong chất lượng của nguyên liệu, nhiên liệu và chất bôi trơn cần dùng cỗ máy tính năng cao và nhạy cảm này vận hành một cách trơn tru. Kiểu tương đương của Nhật Bản đối với loại động cơ mới DB-605 mạnh mẽ hơn chính là kiểu Ha-140, được trang bị cho Kiểu 3 để chế tạo chiếc máy bay tiêm kích đánh chặn tầm cao Ki-61-II.
So với kiểu Ki-61-I, phiên bản Ki-61-II có diện tích cánh lớn hơn 10%, vỏ giáp tốt hơn, và với kiểu động cơ Kawasaki Ha-140 đã cung cấp được công suất 1.120 kW (1.500 mã lực). Sau khi vượt qua được những vấn đề về mất ổn định thân và cánh ban đầu, chiếc máy bay tiêm kích đánh chặn mới quay trở lại kiểu cánh ban đầu và được đưa vào hoạt động dưới tên gọi Ki-61-II-KAI. Tuy nhiên, kiểu động cơ Ha-140 lại có những vấn đề về độ tin cậy của riêng nó mà chưa bao giờ được giải quyết một cách trọn vẹn, và khoảng phân nửa trong số động cơ được sản xuất ở lô đầu tiên bị gửi trả lại nhà máy để chế tạo lại. Không lâu sau, một cuộc ném bom của Không quân Mỹ vào ngày 19 tháng 1 năm 1945 đã phá hủy nhà máy sản xuất động cơ tại Akashi, Hyōgo, để lại 275 khung máy bay Ki-61-II-KAI không được trang bị động cơ, mà sau này được chuyển đổi sang sử dụng kiểu động cơ bố trí hình tròn Mitsubishi Ha-112-II đưa đến kiểu máy bay Ki-100. Trong khi kiểu động cơ Ha-112 giải quyết được những vấn đề liên quan đến Ha-140, động cơ mới lại có một điểm yếu: thiếu động lực ở tầm cao, làm suy giảm khả năng đánh chặn những chiếc B-29 Superfortress bay cao so với những chiếc Ki-61-II.

## Lịch sử hoạt động

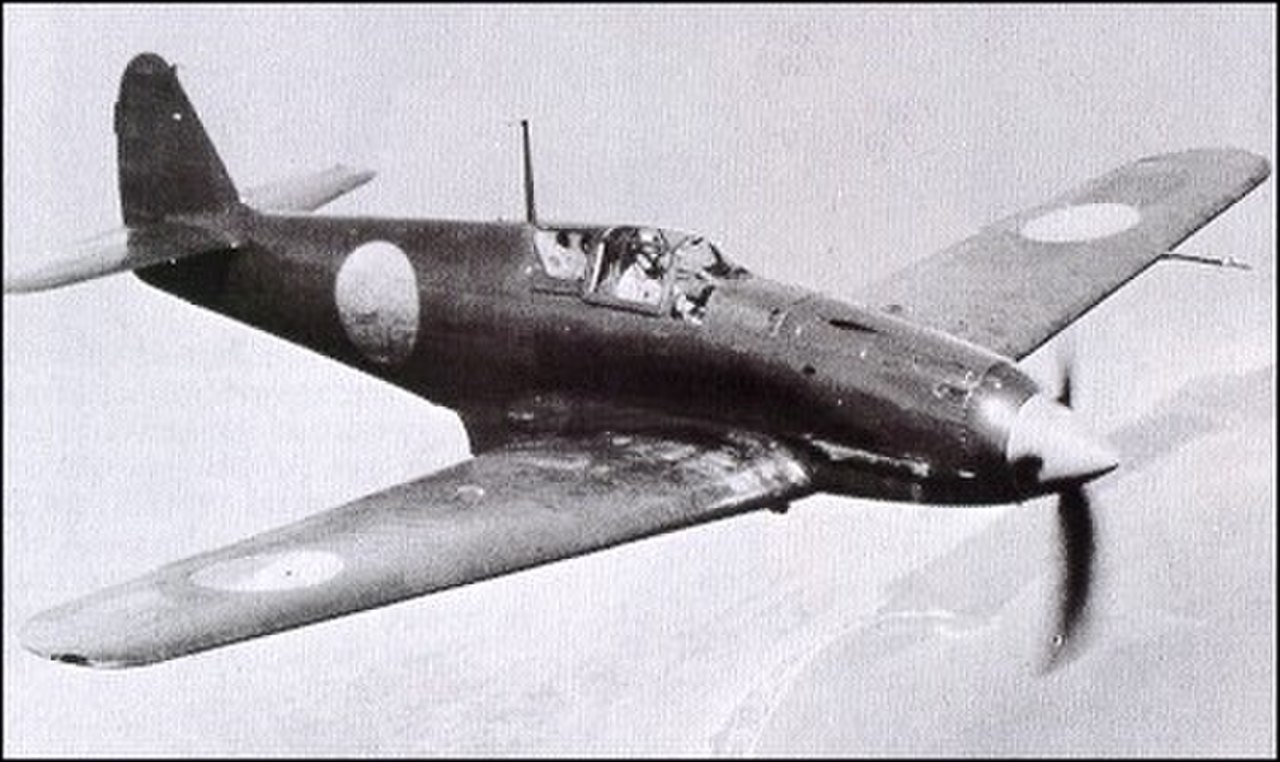
Một chiếc Ki-61 bị chiếm đang được Không lực Lục quân Hoa Kỳ bay thử nghiệm.

Chiếc máy bay tiêm kích mới Ki-61 Hien được đưa vào sử dụng cùng một đơn vị huấn luyện đặc biệt, Phi đội 23, và được đưa ra hoạt động chiến đấu lần đầu tiên vào mùa Xuân năm 1943 trong chiến dịch New Guinea. Ban đầu, do kiểu dáng khá bất thường đối với một chiếc máy bay tiêm kích Nhật Bản, phía Đồng Minh tin rằng nó có nguồn gốc từ Đức hay Ý, có thể là một chiếc Bf 109 chế tạo theo giấy phép nhượng quyền; kiểu dáng giống như của Italy đã làm cho chiếc máy bay được mang tên mã là "Tony".
Đơn vị Sentai (phi đoàn) đầu tiên được trang bị toàn với kiểu máy bay Hien là Sentai 68 trú đóng tại Wewak, Tân Guinea, và được tiếp nối bởi Sentai 78 đặt căn cứ tại Rabaul. Cả hai đơn vị được gửi đến những chiến trường khó khăn, nơi mà rừng rậm và khí hậu khắc nghiệt cùng với việc thiếu thốn phụ tùng thay thế nhanh chóng làm lu mờ hiệu quả của máy móc và con người; điều này đặc biệt ảnh hưởng đến những kiểu máy bay mới được thiết kế, vốn có xu hướng gặp phải những vấn đề nhỏ ban đầu như trường hợp của chiếc Ki-61. Vào lúc đầu, chiến dịch này mang lại sự thành công cho Không lực Lục quân Nhật Bản, nhưng khi lực lượng Đồng Minh được tái tổ chức và nâng cao hiệu quả chiến đấu của các lực lượng không quân, họ giành lại được ưu thế trên không từ phía Lục quân Nhật Bản.
Tỉ lệ tổn thất cao đã xảy ra trong một số trường hợp trong chiến dịch này. Ví dụ như, trong khi di chuyển giữa Truk và Rabaul, Sentai 78 thiệt hại 18 trong tổng số 30 chiếc Ki-61. Các đơn vị khác cũng có tham gia và đôi khi còn kém may mắn hơn: chỉ có hai chiếc trong tổng số 24 chiếc Ki-49 đến được Rabaul vào tháng 6 năm 1943. Hầu như tất cả các kiểu động cơ Nhật hiện đại, đặc biệt là kiểu động cơ làm mát bằng nước của Ki-61, phải chịu một loạt các hư hỏng tai hại tiếp nối nhau, khiến cho chiếc máy bay tiêm kích lạc hậu Ki-43 phải đảm trách vai trò máy bay tiêm kích chủ yếu của Không lực Lục quân. Vào cuối chiến dịch, có gần 2.000 máy bay Nhật đã bị mất dưới sự tấn công liên tục từ trên không của khoảng 200 máy bay Đồng Minh mỗi đợt (trong số đó, khoảng phân nữa là những chiếc B-24 và B-25 trang bị bom miểng. Sau khi quân Nhật rút lui, có hơn 340 xác máy bay đã được tìm thấy sau đó tại Hollandia.
Ngay cả với những vấn đề như vậy, đã có một mối quan ngại chung ở phía Đồng Minh về kiểu máy bay tiêm kích mới này:
"Chiếc Hien được đưa vào chiến đấu từ mùa Xuân năm 1943 tại chiến dịch Tân Guinea, hoạt động tại Tân Guinea, quần đảo Admiralty, Tân Britain và Tân Ireland. Chiếc máy bay tiêm kích Nhật Bản mới đã gây ra sự đau khổ và khiếp đảm trong các phi công Đồng Minh, đặc biệt là khi họ nhận ra rằng không thể tiếp tục bổ nhào để né tránh những chiếc máy bay tiêm kích Nhật Bản nhẹ hơn... Tướng George Kenney, Tư lệnh lực lượng không quân Đồng Minh tại Mặt trận Tây Nam Thái Bình Dương, nhận thấy những chiếc P-40 Warhawk của ông bị vượt qua toàn diện, đã nài xin cho có được nhiều chiếc P-38 Lightning hơn để đối chọi lại mối đe dọa của kiểu máy bay tiêm kích mới của đối phương."
Chiếc Ki-61 cũng được sử dụng tại Đông Nam Á, Okinawa, Trung Quốc, và như một máy bay tiêm kích đánh chặn khi Hoa Kỳ ném bom Nhật Bản, kể cả để chống lại những chiếc B-29 Superfortress. Chiếc Ki-61 thật đáng chú ý vì nhiều lý do: ban đầu được nhận diện như là mộ kiểu máy bay có nguồn gốc từ Đức hay Italy, những máy bay này có khả năng theo kịp về tốc độ những máy bay Đồng Minh như chiếc P-40, và sau này những cuộc đánh giá đã xác nhận, vượt hơn hầu như về mọi mặt. Tuy nhiên, vũ khí trang bị cho những chiếc Hien ban đầu còn yếu, tuy đủ dùng cho hầu hết các mục đích. Trong số những chiếc máy bay tiêm kích Đồng Minh đối đầu trong giai đoạn đầu của Thế Chiến II, chỉ có P-38 là vượt hơn nó. Chiếc Ki-61 cũng mang một lượng lớn nhiên liệu, nhưng nhờ có thùng nhiên liệu tự hàn kín, nó không được xem là "dễ dàng bắt lửa" như nhiều chiếc máy bay Nhật Bản khác.
Do trọng lượng nặng hơn, tính năng bay của chiếc Ki-61 và độ nhanh nhẹn bị ảnh hưởng khi các trang bị vũ khí mạnh hơn, nhưng nó vẫn có khả năng đạt được tốc độ tối đa 580 km/h (313 hải lý mỗi giờ). Khẩu pháo được trang bị là vũ khí cần thiết để đối chọi cùng những chiếc máy bay ném bom Đồng Minh, vốn đã chứng tỏ là rất khó bị bắn hạ chỉ với súng máy 12,7 mm. Trọng lượng không tải và trọng lượng tối đa của chiếc nguyên mẫu Ki-61 (2 x 12,7 mm + 2 x 7,7 mm) tương ứng là 2.238 kg (4.934 lb) và 2.950 kg (6.504 lb); của chiếc Ki-61-I căn bản (4 x 12,7 mm) là 3.130 kg (6.900 lb); và của phiên bản Ki-61-KAI (2 x 12,7 mm + 2 x 20 mm) tương ứng là 2.630 kg (5.798 lb) và 3.470 kg (6.750 lb).
Một số chiếc Ki-61 cũng được sử dụng trong các phi vụ cảm tử Tokkotai (Thần phong kamikaze) cho đến lúc kết thúc chiến tranh. Chiếc Ki-61 được bộ trí đến Sentai (liên đội) 15 cũng như một số Chutaicho (phi đội) độc lập thuộc các Sentai khác, và ngay cả các đơn vị hoạt động huấn luyện của Không lực Lục quân Nhật. Chiếc máy bay hầu như không gặp sự cố gì trong hoạt động ngoại trừ việc kiểu động cơ làm mát bằng nước thường bị quá nóng khi đậu nổ máy trên mặt đất cũng như chịu trục trặc trong lưu chuyển dầu động cơ và các vòng bi.

### Đơn vị tấn công đặc biệt Ki-61
Chiến thuật sử dụng máy bay lao thẳng vào máy bay ném bom B-29 Hoa Kỳ không phải là điều mới lạ vào năm 1944. Việc dùng máy bay Ki-61 lao thẳng vào máy bay ném bom được ghi nhận lần đầu tiên vào cuối tháng 8 năm 1944, trong một trận không kích mà những chiếc B-29 xuất phát từ các sân bay ở Trung Quốc ném bom các nhà máy thép ở Yahata, binh nhì Shigeo Nobe thuộc Sentai 4 đã chủ định lao máy bay của anh vào một chiếc B-29. Các cuộc tấn công khác kiểu này được tiếp nối, do hậu quả các phi công riêng lẻ xác định rằng đó là cách thực tế nhất để tiêu diệt B-29. Vào ngày 7 tháng 11 năm 1944, tư lệnh của Hiko Shidan (quân đoàn bay) số 10 đã đưa chiến thuật này trở thành chính thức bằng cách thành lập các các nhóm tấn công đặc biệt nhằm đối đầu những chiếc B-29 ở tầm cao. Chiếc máy bay được tháo bỏ vũ khí và các hệ thống bảo vệ nhằm có thể đạt được độ cao cần thiết. Các đơn vị được bố trí đến Quân đoàn 10 bao gồm Hiko Sentai (liên đội) 244, lúc đó dưới quyền chỉ huy của Đại úy Takashi Fujita đã tổ chức một nhóm chuyên lao máy bay đặt tên là Hagakure-Tai ("Đơn vị tấn công đặc biệt"), bao gồm ba thành phần: Chutai (phi đội) số 1 "Soyokaze", Chutai số 2 "Toppu" và Chutai số 3 "Mikazuki".
Trung úy Toru Shinomiya được chọn để lãnh đạo nhóm tấn công, anh ta đã trở nên nổi tiếng vì đã lao vào một chiếc B-29 Mỹ và sống sót để kể lại câu chuyện. Shinomiya tấn công chiếc B-29 vào ngày 3 tháng 12 năm 1944, và đã măng được chiếc máy bay bị hư hại cùng anh quay trở về, sau này anh ta bị thiệt mạng như một phi công Tokkotai (kamikaze) trong Trận chiến Okinawa. Một phi công khác của Liên đội 244, Masao Itagaki, thực hiện một cú tương tự cùng vào dịp đó, nhưng anh ta phải nhảy dù ra từ chiếc máy bay bị hỏng nặng. Một phi công thứ ba, Nakano, thuộc Hagakure-Tai của Liên đội 244 đã lao vào một chiếc B-29 khác và bị rơi chiếc Ki-61 của anh ta trên một cánh đồng. Trung sĩ Shigeru Kuroishikawa cũng là một thành viên lỗi lạc khác của đơn vị.
Sự hiện diện của đơn vị tấn công lao máy bay được giữ kín cho đến lúc đó, nhưng nó được chính thức công khai trong các thông báo kết quả chiến sự và được Bộ Tổng tư lệnh phòng thủ đặt tên chính thức là "Shinten Seiku Tai" ("Đơn vị Phòng Thủ Đồ Long"). Nhưng những phi công này không có được sự trì hoãn, và cho dù với những thành công như vậy họ bị buộc phải tiếp tục chiến thuật tấn công nguy hiểm chết người này cho đến khi họ bị giết hay bị thương nặng đến mức không thể bay được nữa. Họ được xem là những người bất hạnh và được tôn vinh trong số những người đi đến cái chết chắc chắn như các phi công cảm tử Tokkotai (kamikaze). Một số phi công lái Ki-61 khác đã trở nên nổi tiếng, trong số họ có Thiếu tá Teruhiko Kobayshi là người được ghi nhận có khoảng một tá chiến công hầu hết là do các cuộc tấn công thông thường chống những chiếc B-29.

## Các phiên bản
Ki-61Chiếc nguyên mẫu. Có 12 chiếc được chế tạo.
Ki-61-IPhiên bản sản xuất đầu tiên.
Ki-61-IaPhiên bản máy bay tiêm kích sản xuất thứ hai. Đa số được trang bị hai súng máy 7,7 mm (0,303 in) và hai súng máy 12,7 mm (0,50 in), nhưng một số được trang bị một cặp pháo Đức MG 151 20 mm thay cho súng máy trên cánh.
Ki-61-IbĐa số được trang bị bốn súng máy 12,7 mm, nhưng một số được trang bị một cặp pháo MG 151 20 mm thay cho súng máy trên cánh.
Ki-61-I-KAIcPhiên bản có cánh được gia cố để mang bom hay thùng nhiên liệu phụ bên ngoài, thân kéo dài thêm 190 mm (7,5 in), cấu trúc nhẹ hơn, thân sau được thiết kế lại và bánh đáp đuôi cố định. Trang bị hai pháo 20 mm trước mũi.
Ki-61-I-KAIdPhiên bản máy bay tiêm kích đánh chặn với hai súng máy 12,7 mm trên thân và hai pháo 30 mm trên cánh.
Ki-61-IIChiếc nguyên mẫu. Diện tích cánh tăng thêm 10%, trang bị động cơ Ha-140 công suất 1.120 kW (1.500 mã lực) khi cất cánh; bay chuyến bay đầu tiên vào tháng 12 năm 1943. Có tám chiếc được chế tạo.
Ki-61-II-KAIPhiên bản tiền sản xuất với cánh nguyên thủy, thân được kéo dài thêm 220 mm (8,7 in), bánh lái đuôi mở rộng và trang bị động cơ Ha-140. Có 30 chiếc được chế tạo.
Ki-61-II-KAIaTrang bị hai súng máy 12,7 mm trên cánh và hai pháo 20 mm trên thân.
Ki-61-II-KAIbTrang bị bốn pháo 20 mm.
Ki-61-IIIChiến nguyên mẫu. Có một chiếc được chế tạo.
Tổng cộng có 3.159 chiếc Ki-61 thuộc mọi phiên bản đã được chế tạo.

## Các nước sử dụng
Đài Loan
- Không quân Trung Hoa Dân quốc

Sử dụng một số máy bay chiếm được
 Trung Quốc
- Không quân Giải phóng quân Trung Quốc

Sử dụng một số máy bay chiếm được
 Nhật Bản
- Lục quân Đế quốc Nhật Bản

## Đặc điểm kỹ thuật (Ki-61-I-KAIc)
Tham khảo: The Great Book of Fighters

### Đặc tính chung
- Đội bay: 01 người
- Chiều dài: 8,94 m (29 ft 4 in)
- Sải cánh: 12,00 m (39 ft 4 in)
- Chiều cao: 3,70 m (12 ft 2 in)
- Diện tích bề mặt cánh: 20,00 m² (215,28 ft²)
- Kiểu cánh: NACA 2R 16 wing root, NACA 24009 tip
- Lực nâng của cánh: 173,5 kg/m² (35,5 lb/ft²)
- Trọng lượng không tải: 2.630 kg (5.800 lb)
- Trọng lượng có tải: 3.470 kg (7.650 lb)
- Trữ lượng nhiên liệu:
  - Bên trong: 550 L (145,2 US gal)
  - Bên ngoài: 2 x thùng nhiên liệu phụ vứt được 200 L (53,8 US gal)
- Động cơ: 1 x động cơ Kawasaki Ha-40 bố trí hình chữ V làm mát bằng chất lỏng, công suất 1.175 mã lực (875 kW) mỗi động cơ

### Đặc tính bay
- Tốc độ lớn nhất: 580 km/h (360 mph) ở 5.000 m (16.405 ft)
- Tầm bay tối đa: 580 km (360 mi)
- Trần bay: 11.600 m (38.100 ft)
- Tốc độ lên cao: 15,2 m/s (2.983 ft/min), mất 7 phút để lên cao 5.000 m (16.405 ft)
- Tỉ lệ công suất/khối lượng: 0,25 kW/kg (0,15 hp/lb)

### Vũ khí
- 2 x pháo Ho-5 20 mm, 120 viên đạn mỗi khẩu
- 2 x súng máy Ho-103 12,7 mm (0,50 in), 250 viên đạn mỗi khẩu
- 2 x bom 250 kg (550 lb)

## Nội dung liên quan

### Máy bay liên quan
Kawasaki Ki-100

### Máy bay tương tự
Heinkel He 100 -
Macchi C.202 -
LaGG-3

### Trình tự thiết kế
Ki-58 -
Ki-59 -
Ki-60 -
Ki-61 -
Ki-62 -
Ki-63 -
Ki-64

### Danh sách liên quan
- Danh sách máy bay chiến đấu
- Danh sách máy bay quân sự Nhật Bản
- Danh sách máy bay trong Chiến tranh Thế giới II
- Danh sách máy bay tiêm kích